# Episodi di Alexa - Vita da detective (terza stagione)
La terza stagione del telefilm Alexa - Vita da detective è andata in onda in Nuova Zelanda dal 29 agosto al 31 ottobre 2022 su TVNZ 1. In Italia è attualmente inedita e sarà trasmessa su Giallo nel 2025.
| nº | Titolo originale | Titolo italiano | Prima TV Nuova Zelanda | Prima TV Italia |
| -- | ---------------- | --------------- | ---------------------- | --------------- |
| 1  | It Takes Two     |                 | 29 agosto 2022         |                 |
| 2  | Nothing Concrete |                 | 5 settembre 2022       |                 |
| 3  | Bloodlines       |                 | 12 settembre 2022      |                 |
| 4  | The Village      |                 | 26 settembre 2022      |                 |
| 5  | Silent Lights    |                 | 3 ottobre 2022         |                 |
| 6  | Bride to Bee     |                 | 10 ottobre 2022        |                 |
| 7  | Breaking Bread   |                 | 17 ottobre 2022        |                 |
| 8  | Gaslight Sonata  |                 | 24 ottobre 2022        |                 |
| 9  | Staying Mum      |                 | 31 ottobre 2022        |                 |
| 10 | Rising Angel     |                 | 31 ottobre 2022        |                 |